# Luise Lunow
Luise Lunow (* 13. März 1932 in Nowawes, heute Potsdam-Babelsberg), Künstlername bis 1987 Gerda-Luise Thiele, ist eine deutsche Schauspielerin und Synchronsprecherin sowie Hörspielsprecherin.

## Leben und Wirken
Luise Lunow wuchs in Potsdam-Babelsberg auf. Sie wurde an der Staatlichen Ballettschule Berlin ausgebildet und trat bereits während ihrer Ausbildung aushilfsweise im Ensemble des Hans-Otto-Theaters in Potsdam auf. Später war sie von 1976 bis 1987 am Maxim-Gorki-Theater in Ost-Berlin tätig. Als Film- und Fernsehschauspielerin übernahm sie kleinere Rollen. 1987 kehrte sie von einer Besuchsreise in der Bundesrepublik nicht mehr in die DDR zurück.
In der Bundesrepublik übernahm sie erneut Rollen in Film- und Fernsehen, z. B. in Pappa ante portas, Praxis Bülowbogen und Ein Heim für Tiere. Luise Lunow spricht auch Hörspiele, so übernahm sie nach dem Tod von Tilly Lauenstein deren Sprecherrolle als „Oberhexe Tante Mania“ in der Hörspielreihe Bibi Blocksberg. Im Juni 2011 nahm sie für AS&S Radio den Werbesong „Acid auf Rädern“ auf, unter dem Pseudonym „Enkelschreck“.
Bis 2013 arbeitete sie an verschiedenen Theatern, unter anderem am Schlossparktheater Berlin. 2015 veröffentlichte sie ein autobiographisches Hörbuch.
Im Mai 2019 wurde sie mit dem Deutschen Preis für Synchron für ihr Lebenswerk ausgezeichnet.

## Bühnenrollen (Auswahl)
- Gwen in Trauben und Rosinen von Laurence Roman, Regie: Wolfgang Spier, Kleine Komödie am Max II München (1994)
- Meta Boldt in Tratsch im Treppenhaus von Jens Exler, Regie: André Freyni, Hansa-Theater Berlin (2003)
- Lady Spretherssmith, Miss King und Miss Hares in Die drei ??? und der seltsame Wecker Live (2009)

## Musik
- 2011: „Acid auf Rädern“ Luise Lunow alias Enkelschreck.

## Filmografie (Auswahl)
- 1960: Der neue Fimmel
- 1974: Polizeiruf 110: Fehlrechnung (TV-Reihe)
- 1976: Daniel Druskat (TV)
- 1976: Frauen sind Männersache (TV)
- 1977: Die Julia von nebenan
- 1978: Du und icke und Berlin (TV)
- 1980: Arno Prinz von Wolkenstein oder Kader entscheiden alles (TV)
- 1980: Unser Mann ist König (TV-Serie)
- 1982: Und alles wegen Marietta (TV)
- 1983: Lieber guter Weihnachtsmann
- 1984: Lebenszeichen
- 1989: Praxis Bülowbogen: In letzter Sekunde
- 1991: Pappa ante portas
- 1992: Gute Zeiten, schlechte Zeiten (TV-Serie)
- 1992: Ein Heim für Tiere, Folge: Das Tierheim streikt (TV-Serie)
- 2008: Novemberkind

## Synchronisation (Auswahl)

### Filme
- 1988: Elaine Kagan in Der Prinz aus Zamunda als Telegrafiererin
- 1989: Frances Sternhagen in Die Besucher als Dr. Janet Duffy
- 1996: Hisako Kyouda in Lupin the 3rd – Der Diamant der Dämmerung als Alte Frau
- 1999: Maria Hörnelius in Zero Tolerance – Zeugen in Angst als Franzén
- 2005: Eileen Essell in Charlie und die Schokoladenfabrik als "Großmutter Josephine"
- 2005: Francine Beers in In den Schuhen meiner Schwester als Mrs. Lefkowitz
- 2008: Louisette Douchin in Willkommen bei den Sch’tis als Frau mit Muscheln
- 2009: Doris Roberts in Mrs. Miracle – Ein zauberhaftes Kindermädchen als Mrs. „Miracle“ Merkle
- 2010: Cloris Leachman in Du schon wieder als Helen
- 2010: Doris Roberts in Mrs. Miracle 2 – Ein zauberhaftes Weihnachtsfest als Mrs. „Miracle“ Merkle
- 2010: Gisèle Casadesus in Das Labyrinth der Wörter als Margueritte
- 2010: Phyllida Law in Ewiges Leben als Großmutter
- 2011: Lillian Lifflander in Happy New Year als Mrs. Lifflander
- 2015: Melissa Jaffer in Mad Max: Fury Road als Keeper Of Seeds
- 2017: Ana Ofelia Murguía in Coco – Lebendiger als das Leben! als Mamá Coco
- 2018: Linda Hunt in Solo: A Star Wars Story als Lady Proxima
- 2021: Candi Milo in Space Jam: A New Legacy als Granny
- 2022: Dorothy Steel in Black Panther: Wakanda Forever als Merchant Tribe Elder

### Serien
- 1990–1991, 2017: Catherine E. Coulson in Twin Peaks als "Margaret Lanterman, die Log Lady"
- 1989–1990: Kathleen Freeman in DuckTales – Neues aus Entenhausen als Mrs. Crackshell
- 1990–1998: Liz Sheridan in Seinfeld als Helen Seinfeld
- 1994: Elizabeth Wilson in Scarlett als Eulalie
- 1997–2001: Tress MacNeille in Disneys Große Pause als Miss Lemon
- 2004–2007: Pat Crawford Brown in Desperate Housewives als Ida Greenberg
- 2007– 2011: Eileen Essell in Geständnisse einer Edelhure in Episode "Bambi" (Staffel 2) als "Tante Blossom"
- 2009–2010: Lillian Adams in Zack & Cody an Bord als Mrs. Pepperman
- 2009–2012: Anna Ferguson in Heartland – Paradies für Pferde als Sally Bell
- seit 2009: Debra Mooney in Grey’s Anatomy als Evelyn Hunt
- 2013–2015: Ann Morgan Guilbert in Getting On – Fiese alte Knochen als Birdy Lamb
- 2017: Cloris Leachman in American Gods als Zorya Vechernyaya
- 2017–2023: Barbara Wallace in Riverdale als Rose Blossom
- 2018–2019: L. Scott Caldwell in Chilling Adventures of Sabrina als Ruth Walker (2 Folgen)
- 2019: Felicity Kendal in Pennyworth als Baroness Ortsey
- 2019, 2022: Stephanie Cole in Gentleman Jack als Caroline Walker
- 2020: Anette Crosbie in After Life als 100-Jährige
- 2020: Frances Tomelty in Gangs of London als Niamh
- 2021: Phyllis Somerville in Mare of Easttown als Betty Carroll
- 2021: Bob Peterson in Monster bei der Arbeit als Rose / Rosa
- 2022: Heather Wynters in American Horror Stories als Millie Boone
- 2023: K Callan in Poker Face als Betty

### Computerspiele
- 2011 in Dragon Age 2 als Hüterin Marethari

## Hörspiele (Auswahl)
- 2000: Ab Folge 73 Bibi Blocksberg (als Tante Mania)
- 2021: Folge 148 Benjamin Blümchen als Rettungselefant (als Frau Drahtmeier)

## Hörbücher (Auswahl)
- Luise Lunow, Auch eine Rosine hat noch Saft. 80 Jahre zwischen Ost und West. XPUB, 2015.
- Ursula K. Le Guin: Das fernste Ufer (gemeinsam mit Oliver Siebeck, Hörbuch-Download), Hörbuch Hamburg 2021